# Jacqui Drollet
Jacqui Drollet (Papeete, 22 de novembro de 1944) é um político franco-polinésio, ex-Presidente da Assembleia da Polinésia Francesa.